# 馬尼亞河
馬尼亞河（Mania）是馬達加斯加的河流，發源自凡德里亞納東北海拔高度1,800米處，流經中部山區，最終注入莫桑比克海峽，河道全長12英里。2000年河流氾濫導致多人死亡。